# خالد عيسى الصالح
خالد عيسى الصالح المطوع القناعي (1927-) وزيراً للأشغال العامة الكويتي السابق مُنذ عام 1965 حتى 1967.

## السيرة الشخصية
ولد بالكويت، في فريج القناعات وهو من مواليد 1927 وتلقى تعليمه بالمدرسة المباركية ثم انتقل الي المدرسة الأحمدية، وبعد انتهاء تعليمه في جميع المراحل دخل المعترك السياسي وعين وزيراً للأشغال العامة في يناير 1965، ثم عين رئيس تحرير جريدة الهدف حتى يناير 1965، وبعد انتهاء فترته بالعمل الوزاري عين عضو لجنة السياسات والتنمية الإدارية في المجلس الأعلى للتخطيط.